# Statues parlantes de Rome

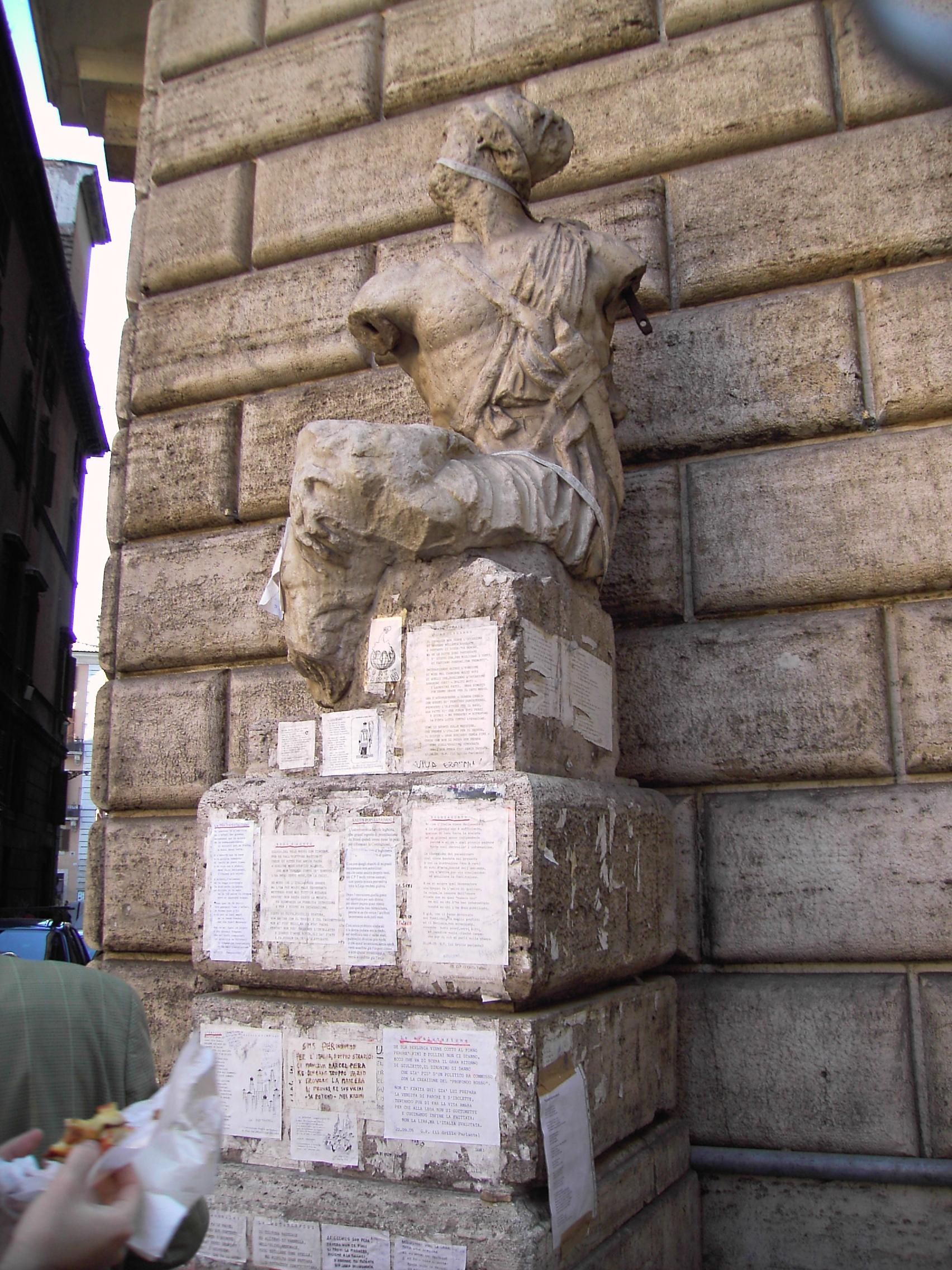
La statue de Pasquino, première statue parlante de Rome.

Les statues parlantes de Rome (italien : statue parlanti di Roma) sont une forme anonyme d'expression politique romaine. 
Souvent écrits sous forme de poèmes critiques ou de mots d'esprit, ces messages sont affichés sur des statues célèbres de Rome. Cette pratique, qui constitue l'une des premières utilisations du panneau d'affichage, commence au XVIe siècle et se poursuit encore aujourd'hui. 
En plus de Pasquino et Marforio, les statues parlantes de Rome incluent aussi : Madama Lucrezia, Abbé Luigi, Il Babuino et Il Facchino.

## Galerie

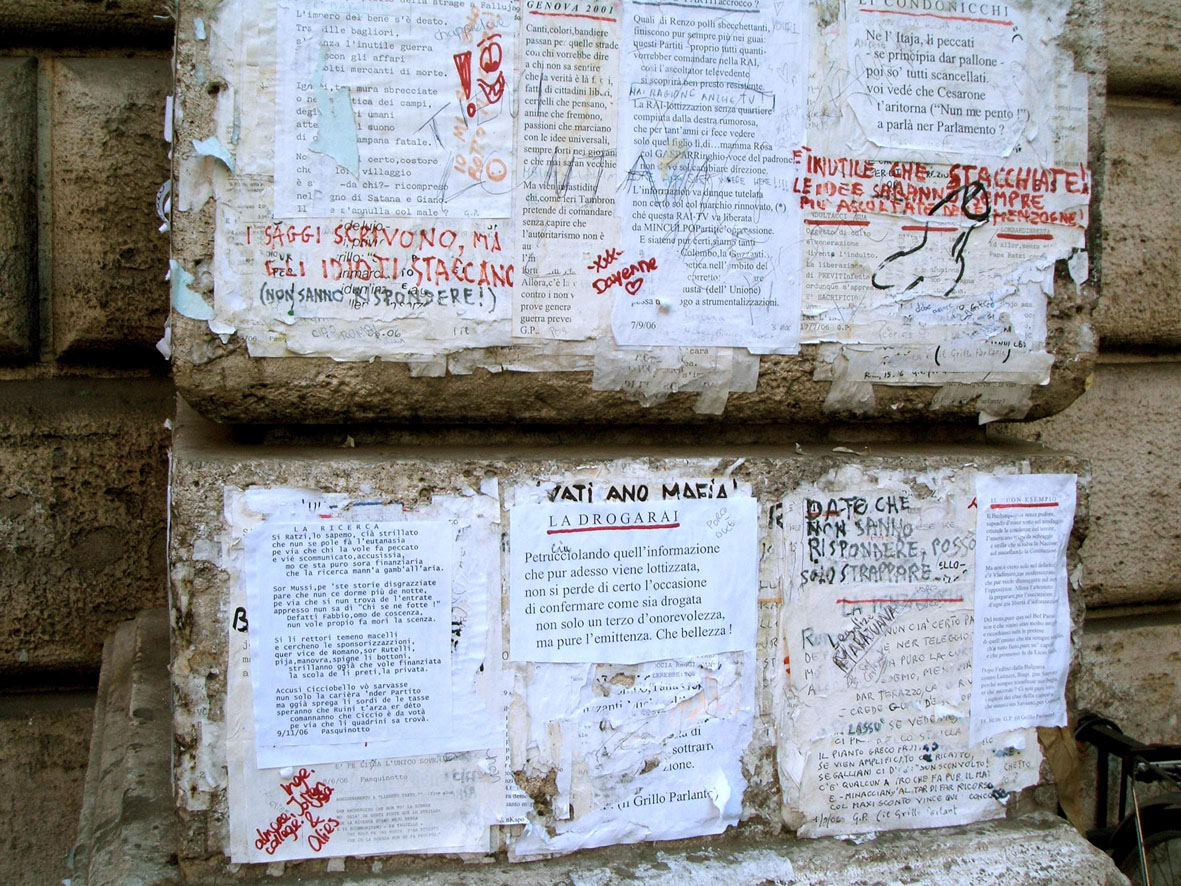
Détail de pasquinades modernes collées à la base de Pasquino.
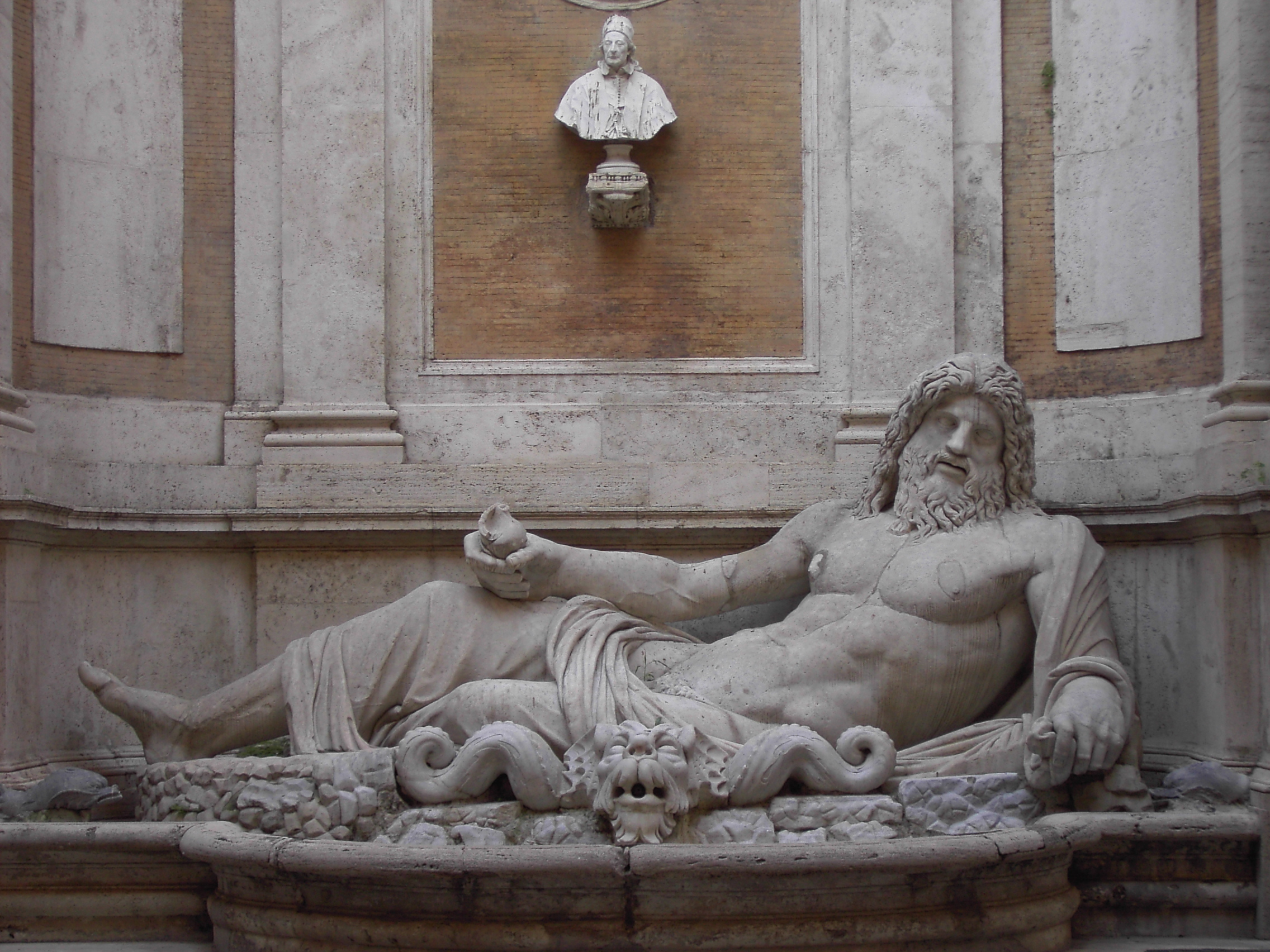
Marforio, aux musées du Capitole.
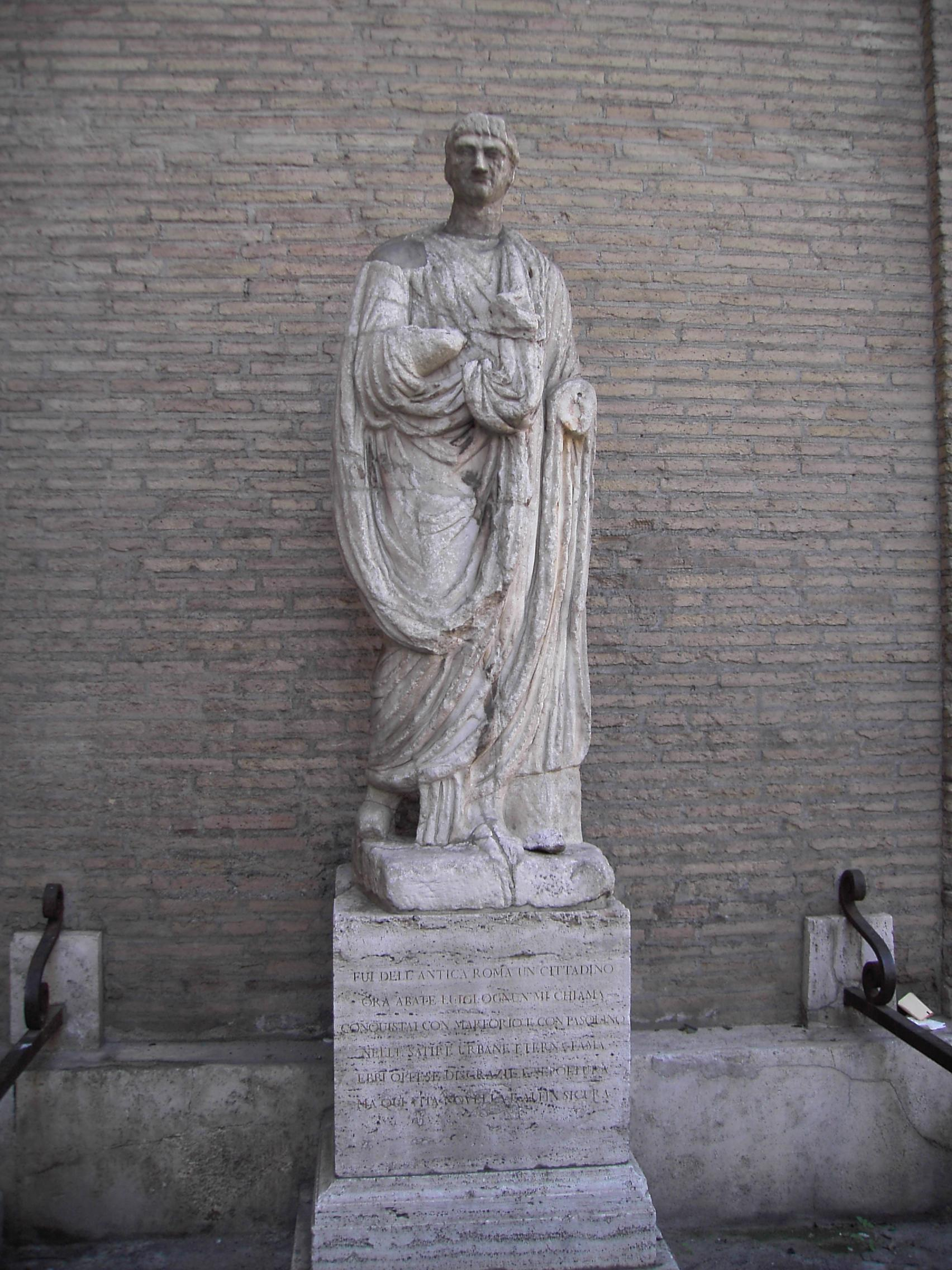
Abate Luigi, Piazza Vidoni.
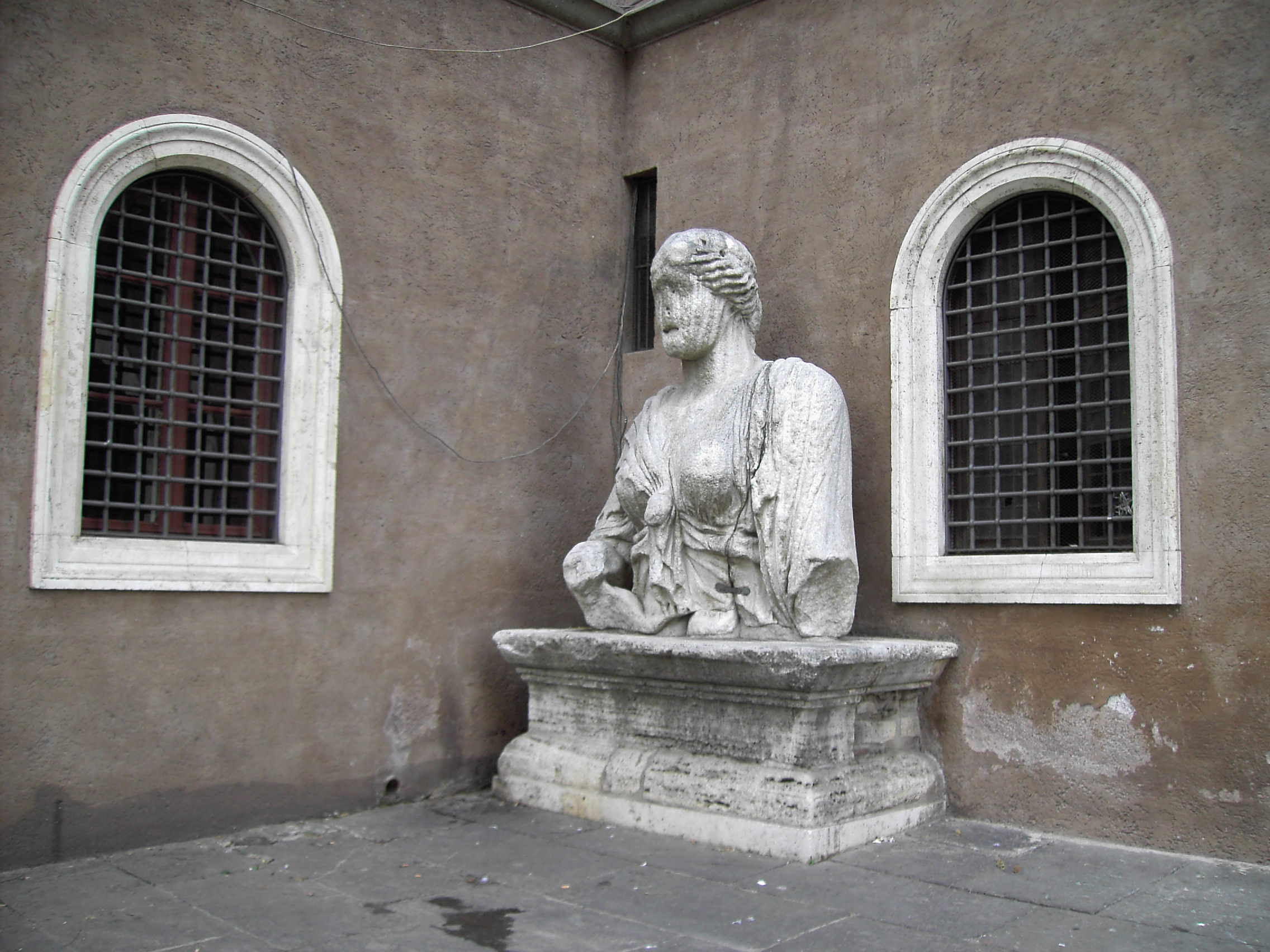
Madama Lucrezia, Piazza San Marco.
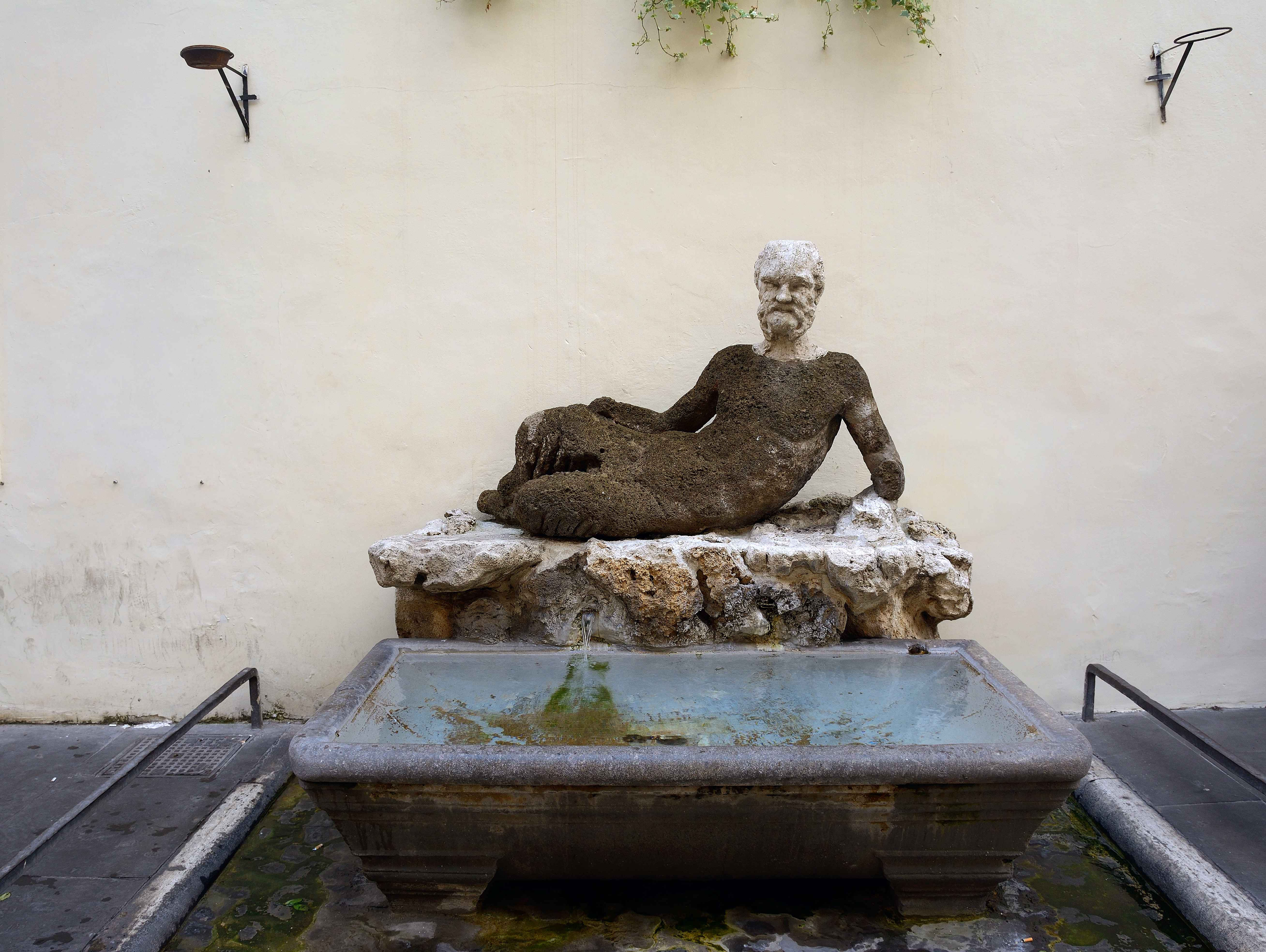
Il Babuino, Fontana del Babuino, Sant'Atanasio dei Greci.
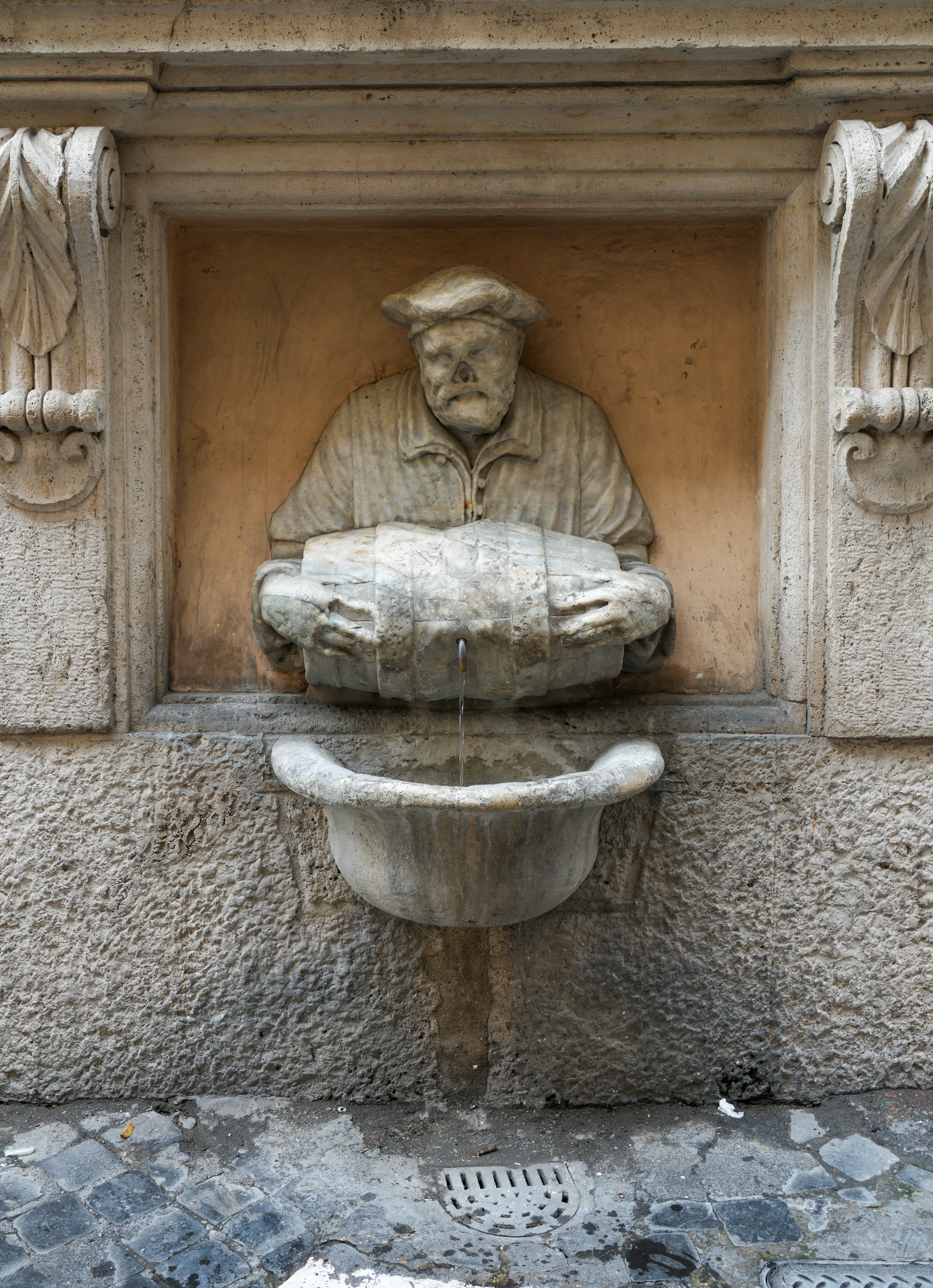
Il Facchino, Fontana del Facchino, Via Lata.